# 에스앤디 (기업)
에스앤디(영어: S&D Co. Ltd.)는 대한민국의 식품 첨가물 제조 기업이다.

## 자사주 매입 소각
2024년 350억원의 자금을 투입하여 발행주식의 28.74%를 주당 3만원에 공개매수하고 소각하였다

## 상장
2021년 9월 29일에 주관사를 유진투자증권로 공모가 28,000원에 코스닥 시장에 상장하였다.

## 같이 보기
- 불닭볶음면
- 삼양식품

## 참고문헌
1. ↑  박준한, 에스앤디, 1주당 500원 현금배당 결정... 배당총액 20억 규모, 블로터, 2024-03-06
2. ↑  에스앤디, 연간 250톤 생산 능력의 신공장 완공 ‘건강기능식품 원료 사업’ 확대 박차, 뉴스와이어, 2022-12-16
3. ↑  불닭볶음면 잘 나간다는 소식에…소스 맛집 '에스앤디' 6%대 강세, 머니투데이, 2023년 11월 16일
4. ↑  에스앤디, 오송 신공장 '헬스케어센터' 완공...건기식 원료사업 확대, 팜뉴스, 2022년 12월 16일
5. ↑  기자명김세형, 역대급 주주제안 성공사례 나왔다..에스앤디, 자사주 29% 공개매수 소각, 스마트투데이, 2024년 3월 22일
6. ↑  이혜라, 여경목 에스앤디 대표 "식품소재 대표기업 도약 목표", 이데일리, 2021-09-06